# Ľubica (dopływ Popradu)
Ľubica (czasem też: Ľubický potok) – potok w Karpatach, na Słowacji, prawobrzeżny dopływ Popradu. Cały ciek, długości 24,5 km, znajduje się na terenie powiatu Kieżmark, w historycznym regionie Spisz.
Źródła na wysokości ok. 1120 m n.p.m., na południowo-zachodnich stokach góry Javor (1206 m n.p.m.) w Górach Lewockich. Spływa początkowo Zadnią Doliną (słow. Zadná dolina) w kierunku zachodnim, następnie południowym i znów zachodnim. Wpływa na teren Kotliny Popradzkiej, gdzie poniżej wsi Lubica skręca na północ i na wysokości ok. 615 m n.p.m., na terenie miasta Kieżmark, uchodzi do Popradu.
Większe dopływy prawobrzeżne: Sosnovský potok, Dúbravský potok, Ľubička. Większe dopływy lewobrzeżne: Kamenný potok, Retník, Kúpeľný potok, Lieskovský potok, Ľubický potok, Ostrý potok, Ruskinovský potok, Tvarožniansky potok.
Od 1952 r. do końca 2010 r. większa część doliny Ľubicy (jej górny i środkowy bieg) była niedostępna dla ludności, ponieważ obejmował ją funkcjonujący w tym czasie w Górach Lewockich wielki poligon wojskowy armii czechosłowackiej (słow. Vojenský obvod Javorina).